# Sondeckis
Sondeckis ist ein litauischer männlicher Familienname.

## Weibliche Formen
- Sondeckytė (ledig)
- Sondeckienė (verheiratet)

## Personen
- Jackus Sondeckis (1893–1989), Bürgermeister von Šiauliai
- Saulius Sondeckis (1928–2016), Dirigent, Professor, Ehrenbürger
- Vytautas Sondeckis (* 1972), Cellist